# Quận Logan, Colorado
Quận Logan là một quận thuộc tiểu bang Colorado, Hoa Kỳ.
Quận này được đặt tên theo John A. Logan. Theo điều tra dân số của Cục điều tra dân số Hoa Kỳ năm 2010, quận có dân số 22709 người. Quận lỵ đóng ở Sterling.

## Địa lý
Theo Cục điều tra dân số Hoa Kỳ, quận có diện tích 4779 km2, trong đó có 16 km2 là diện tích mặt nước.